# Гурба, Виктор Васильевич
Виктор Васильевич Гурба (24 сентября 1914 — 11 октября 1981) — Герой Социалистического Труда (1966), лауреат Государственной премии СССР (1971). Кандидат технических наук (1972).

## Биография
Окончил Уральский институт цветных металлов в 1938 году.
До 1952 года работал начальником шахты, главным инженером, затем директором Нижнетагильского рудоуправления.
С 1952 года трудился в Джезказгане — главным инженером медеплавильного комбината, директором рудоуправления, с 1958 года — директором горно-металлургического комбината. В 1960-х годах коллектив комбината, руководимого Гурбой, увеличил добычу руды более чем в 2 раза, выпуск меди в 1,7 раза, выпуск свинца в концентрате в 3,3 раза, было получено сверхплановой прибыли свыше 6 млн рублей.
С 1944 года являлся членом КПСС, в 1976-1981 годах был членом ЦК Компартии Казахской ССР. Избирался депутатом Верховного Совета СССР 5-6 созывов, Верховного Совета Казахской ССР 6-9 созывов.
Награждён двумя орденами Ленина.
Скончался 11 октября 1981 года. Похоронен в Жезказгане.

## Память
28 октября 1977 года Виктору Гурбе было присвоено звание Почётного гражданина города Сатпаева.